# Черемошная (приток Камчатки)
Черемошная — река на полуострове Камчатка в России, протекает по территории Мильковского района. Длина реки — 21 км.
Образуется на северном склоне вулкана Николка, входящего в состав Никольского хребта. Общее направление течения — северо-западное. Основной приток — Горелый — впадает слева. В низовьях протекает через озеро Увальное. Берега реки покрыты лесом, состоящим из берёзы и лиственницы. Впадает в реку Камчатка справа на расстоянии 376 км от её устья.
Вероятно названа по траве черемше, которая обильно произрастает в долине реки.
Код водного объекта — 19070000112120000014441.